# Dollaro (dollaro statunitense)
La moneta da un dollaro è una moneta coniata negli Stati Uniti d'America in oro, argento, e le versioni in metallo di base. Il termine "dollaro d'argento" è spesso usato per qualsiasi grande moneta di metallo bianco, coniata dagli Stati Uniti per un valore nominale di un dollaro, anche se i puristi sostengono che un dollaro non è d'argento a meno che non contenga parti di questo metallo. Le prime monete da un dollaro furono coniate a partire dal 1794. Negli anni sono stati prodotti dagli Stati Uniti dollari d'oro e "color oro". Il "Sacagawea" e i dollari "presidenziali" sono solitamente denominati "d'oro", nonostante non contengano oro, perché sono di un colore dorato.
Tali monete hanno trovato poco consenso popolare in circolazione negli Stati Uniti a partire dal XX secolo, nonostante i ripetuti tentativi (dal 1971) di impiego in sostituzione della banconota da un dollaro. Ciò contrasta con la consolidata prassi valutaria di molti altri paesi sviluppati, dove denominazioni di pari valore esistono solo in moneta. Il governo degli Stati Uniti ha tentato varie volte di togliere dalla circolazione la banconota da un dollaro, scontrandosi però col malcontento popolare o la resistenza lobbistica di "Save the Greenback".

## Segni di zecca
I segni di zecca impiegati sinora sono 8;
- "C": Charlotte, Carolina del Nord (solo monete d'oro, 1838-1861).
- "CC": Carson City, Nevada (1870-1893).
- "D": Dahlonega, Georgia (solo monete d'oro, 1838-1861).
- "D": Denver, Colorado (1906 ad oggi).
- "O": New Orleans, Louisiana (1838-1861, 1879-1909).
- "P": Philadelphia, Pennsylvania (1793 ad oggi).
- "S": San Francisco, California (1854 ad oggi).
- "W": West Point, New York (1984 ad oggi).

## Storia

### Le prime monete da 1 dollaro

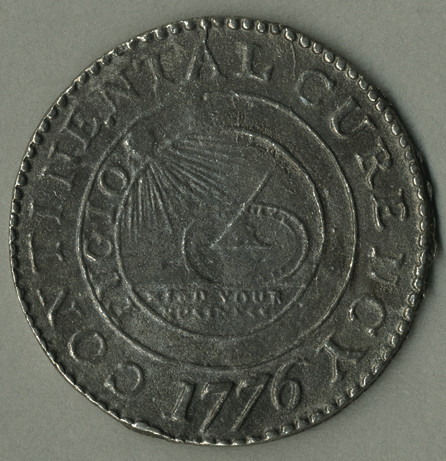
Antico dollaro "Continental" del 1776

Prima della guerra di secessione, le monete di numerose nazioni europee circolavano liberamente nelle colonie americane insieme alla monetazione decimale rilasciata dalle varie colonie. Primo fra questi è stato il dollaro spagnolo d'argento (o Real da 8) coniato in Messico e in altre colonie con l'argento estratto da miniere americane di Centro e Sud. Queste monete, insieme con altre di analoghe dimensioni e valore, erano in uso in tutte le colonie ispaniche e più tardi negli Stati Uniti (in corso legale fino al 1857.)
Nel 1776 il Congresso Continentale autorizzò piani per produrre una moneta d'argento, per sostenere la rapida mancanza di "Continental" - il primo tentativo da parte degli Stati Uniti di far fronte alla crisi della moneta cartacea. Numerosi esempi sono stati coniati in ottone, peltro, argento, ma una moneta circolante non fu prodotta, in gran parte per le difficoltà finanziarie dovute alla guerra. Il dollaro "Continental" porta la data del 1776, e mentre la sua denominazione vera non è nota, la dimensione e il nome fu ereditato anche da molte emissioni successive. Il fallimento della Continental esacerbò una certa sfiducia verso la carta moneta, tra i politici e la popolazione in generale. Significative in questo senso le lettere di Thomas Jefferson, che volle indicare agli Stati Uniti di rifuggire la carta moneta, per adottare invece monete auree sul modello di altre nazioni straniere del tempo.
La legge austriaca sulla coniazione del 1792 autorizzò la produzione delle monete del dollaro d'argento, prodotte dalla Zecca Statunitense nel periodo 1794-1803, che interruppe la produzione regolare di dollari d'argento fino al 1836. I primi dollari d'argento, precisamente 1.758 di loro, furono coniati il 15 ottobre 1794 e furono immediatamente consegnati al responsabile della Zecca David Rittenhouse per la distribuzione ai dignitari come souvenir.
Furono adottati inizialmente due disegni per il dritto: Capelli fluenti (1794-1795) e Busto drappeggiato (1795-1804).
Per la varietà "Busto drappeggiato" furono adottati due disegni utilizzati in corrispondenza del rovescio: Aquila piccola (1795-1798) e Aquila araldica (1798-1804). Per effetto della pratica di incisione manuale che fu inizialmente adottata, ci sono decine di varietà conosciute per le date tra 1795-1803.
I dollari d'argento originali di questo periodo sono molto apprezzati dai collezionisti di monete e sono talvolta di eccezionale valore, la reperibilità può variare da abbastanza comune a molto rara. Tuttavia i collezionisti sono al corrente del fatto che esiste un gran numero di copie perfette (probabilmente di produzione cinese), in tal senso è consigliabile l'acquisto solo da rivenditori conosciuti, o campioni certificati.
Il presidente Thomas Jefferson ai primi dell'Ottocento si vide costretto ad arrestare la produzione del dollaro d'argento, a causa della continua esportazione di dollari all'estero. I dollari spagnoli, leggermente più pesanti del dollaro statunitense, venivano scambiati con un rapporto uno a uno, favorendo l'esportazione dei dollari statunitensi in cambio di quelli spagnoli (più pesanti), in un processo noto come legge di Gresham.

### Il dollaro del 1804

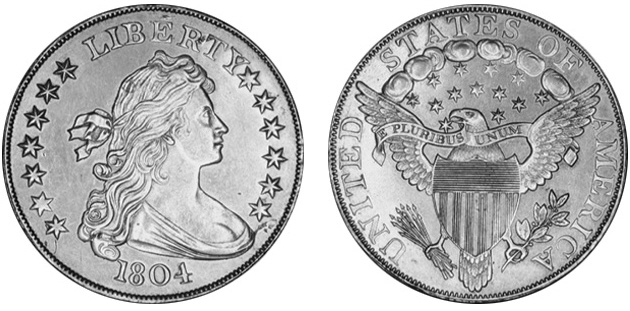
Un fac-simile del dollaro 1804

Il dollaro d'argento 1804 è una delle monete più rare e famose del mondo. La sua creazione è stata il risultato di un banale errore di contabilità, ma il suo status di "Re delle monete" durò per quasi un secolo e mezzo. L'acciaio era molto costoso nel XIX secolo, perciò le matrici furono utilizzate fino alla consunzione. Per questo motivo molte monete di questo periodo hanno svariati segni di zecca. I dollari d'argento 1804 erano in realtà datati 1803.
I funzionari della Zecca, non rendendosi conto che i 19.000 dollari registrati come prodotti nel 1804 erano tutte datati 1803, procedettero a creare nuovi stampi datati 1804. È nota l'esistenza di soli 15 dollari d'argento con la data del 1804; nel 1999, uno di questi fu venduto all'asta per più di 4 milioni di dollari.
Il dollaro d'argento 1804 fu riconiato anche nel 1834, quando il Dipartimento di Stato americano decise di produrre una serie di monete degli Stati Uniti per donarle ai sovrani in Asia, in cambio di vantaggi commerciali.

### Dollaro Libertà seduta (1836–1877)
Questi dollari furono introdotti nel 1840 e furono coniati in maggiori quantità rispetto al "dollaro Gobrecht" che lo precedette. I dollari furono utilizzati in circolazione generale fino al 1853. La produzione di un gran numero di monete d'oro degli Stati Uniti (Prima 1$ nel 1849 e 20$ nel 1850) fece abbassare il prezzo dell'oro.
Ai partner commerciali internazionali dell'epoca non piacque il fatto che le monete degli Stati Uniti furono ridotte in peso.
A partire dal 1878, enormi quantità di dollari d'argento della Morgan furono prodotte, ma gli scambi effettivi furono minimi. Il formato risultava troppo grande e scomodo, per cui si preferiva impiegare dei certificati cartacei e tesaurizzare le monete. Questa è la ragione per cui così tanti dollari Morgan e Dollari della pace può essere acquistato in condizione di AU o UNC (quasi perfetto). 
Ogni moneta contiene 0,77344 once troy di argento. Esse furono coniate a Filadelfia, New Orleans, Carson City e San Francisco. Un dollaro d'argento ha un valore di $ 1 in argento a 1,31 dollari per oncia troy. Il prezzo di mercato dell'argento (luglio 2010) è di 18 $ per oncia troy per cui un dollaro d'argento fuso varrebbe circa 13,50 dollari USA.

### Dollaro d'oro (1849–1889)

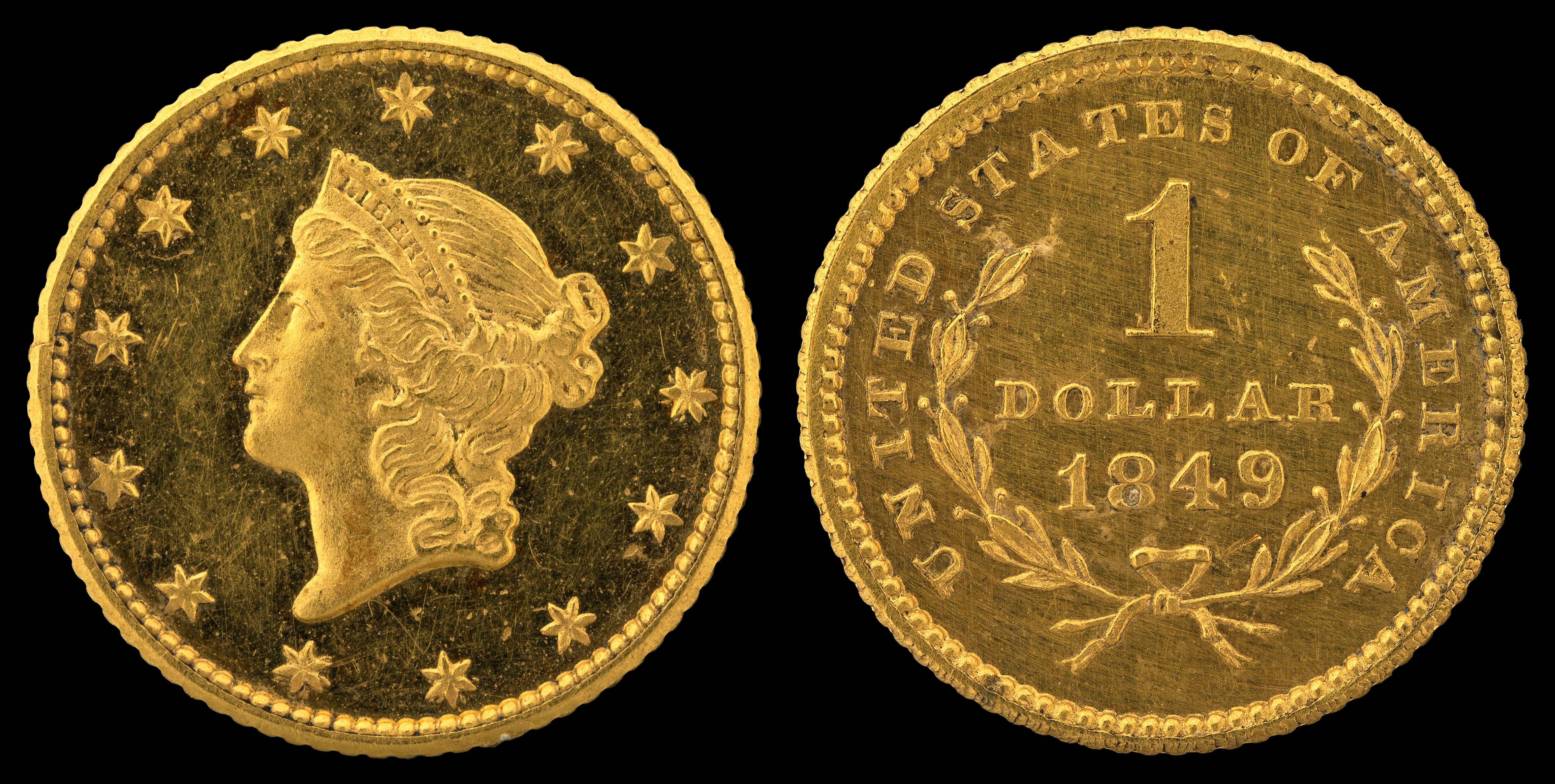
Il dollaro d'oro Tipo 1.

A causa dell'alto valore dell'oro, il dollaro d'oro (composto da oro puro al 90%) è la moneta più piccola nella storia della moneta statunitense. Si optò per l'adozione dell'oro nella monetazione a causa del crescente aumento del prezzo di questo materiale.
Il dollaro d'oro circolò nel periodo 1849-1889, con tre differenti tipologie. Nel periodo 1849-1853 le monete d'oro in dollari venivano coniate in un formato di 13 mm di diametro e sono chiamati di tipo I, mentre quelli di tipo II (prodotti nel periodo 1854-1855) sono più sottili ma di dimensioni maggiori (15 mm di diametro). Il dollaro d'oro più comune però è il Tipo III (periodo 1856-1889).
La produzione di dollari in oro da un dollaro è stata elevata fino alla guerra civile. Dal 1863, solo le monete più pregiate sono state prodotte in grandi quantità. La maggior parte delle monete d'oro prodotte dal 1863 in poi sono state prodotte per pagare enormi quantità di materiale bellico o per pagare interessi di alcuni bond americani. Molte di queste monete dalla guerra civile e dopo (monete d'argento compreso) sono in ottime condizioni dal momento che ha visto la circolazione molto limitata, come già accennato si preferiva far circolare la carta moneta.

### Trade Dollar (1873–1885)

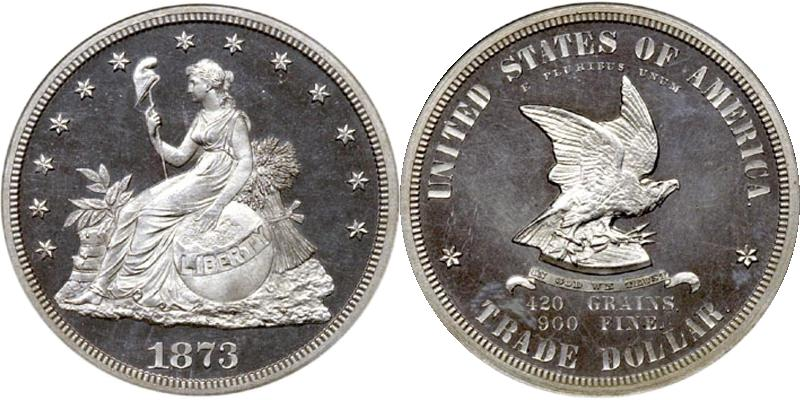
Trade Dollar del 1873

In risposta al crescente sviluppo commerciale in Asia di Gran Bretagna, Spagna, Francia, e in particolare il Messico, si decise di creare un "dollaro commerciale" da impiegare appositamente negli scambi esteri. Questi dollari avevano un tenore di argento leggermente superiore, proprio per competere con le monete "rivali". La maggior parte dei "Trade Dollar" furono riassorbiti dall'Asia (dove queste monete furono recepite molto positivamente) durante i loro primi due anni di produzione.
La produzione del "dollaro commerciale" è stata ufficialmente sospesa nel 1878, successivamente ne furono coniati 1.879-1.885 esemplari di prova. Le emissioni del 1884 e il 1885 furono poi prodotte clandestinamente, ci fu la conferma di questa produzione solo nel 1908.

### Dollaro Morgan (1878–1904; 1921)
Il Dollaro d'argento "Morgan" (coniato e circolato dal 1878 al 1921) è oggi in assoluto la moneta americana più ambita dai collezionisti. Si stima infatti che solo il 17% di tutti i dollari Morgan coniati, siano arrivati ai nostri giorni dopo il famoso "Pittman Act" del 1918 con il quale furono fusi circa 270 milioni di dollari per ricavarne argento, dato il loro elevato contenuto di metallo nobile. Ogni dollaro Morgan contiene infatti poco meno di un'oncia di argento puro (24,057 gr). Questo dollaro prende il nome dal suo disegnatore, George T. Morgan, che ne ideò entrambe le facce.
Nel 1850 venne scoperta la più grande miniera d'argento d'America a Comstock Lode in Nevada e la sua eccezionale produzione portò ad una notevole riduzione del prezzo dell'argento sui mercati mondiali. Nel 1878, per proteggere gli interessi degli stati occidentali, il Congresso approvò il Bland-Allison Act che obbligava il Dipartimento del tesoro ad acquistare grandi quantità d'argento da destinare alla coniazione di monete. Per ragioni economico fu scelto di utilizzare l'argento per le monete da un dollaro.
Quando il dollaro Morgan fu coniato nel 1878 esso fu il primo dollaro emesso per usi commerciali dopo il "Seated Liberty Dollar" del 1873. Il dollaro Morgan fu coniato ininterrottamente fino al 1904 quando la quantità di dollari in circolazione era molto elevata e viceversa scarseggiava l'argento puro. Da qui scaturì il Pittman Act, che prese il nome dal senatore Key Pittman del Nevada che lo aveva sponsorizzato. Il dollaro Morgan fu riconiato nel 1921 per venire poi definitivamente sostituito dal "Peace Dollar" nel 1922, creato per commemorare la fine della prima guerra mondiale.

### Dollaro Eisenhower (1971–1978)

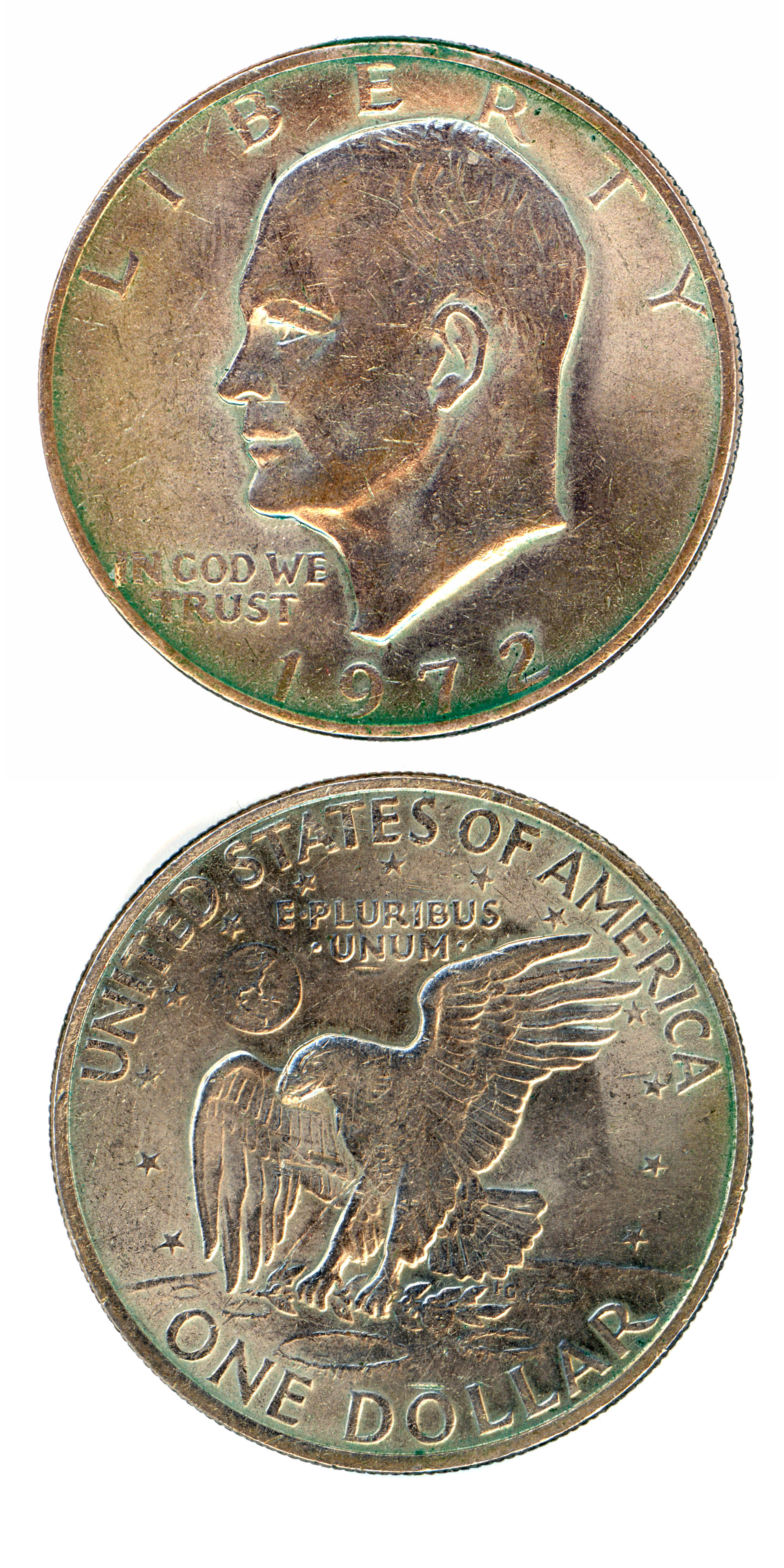
Dollaro Eisenhower 1972

Dal 1971 al 1978, la zecca degli Stati Uniti coniò una moneta  da un dollaro con il dritto raffigurante il Presidente Dwight D. Eisenhower e il rovescio le insegne della missione Apollo 11, entrambi disegnate dal Capo Incisore Frank Gasparro.
Nella versione 1975-76 coniata in occasione del bicentenario, sul rovescio fu raffigurata la storica Liberty Bell e la Luna (incise da Dennis R. Williams), pur conservando ritratto di Eisenhower sul diritto. I dollari Eisenhower sono della stessa composizione di rame-nichel utilizzata per le monete da dieci, venticinque e cinquanta centesimi. Ciò ha reso queste monete per la circolazione molto più resistenti all'usura.
Dal 1971 al 1976 la zecca produsse anche dollari con aggiunta del 40% di argento destinati ai collezionisti in scatole marroni o pacchetti blu, a seconda che essi fossero esemplari proof o fior di conio. Tutte le emissioni risultano difficili da reperire: oggigiorno il valore di questa storica moneta si aggira intorno ai 3.000-6.000$, ovviamente solo quelle d'argento.
Nemmeno gli Eisenhower sono mai stati molto popolari, soprattutto a causa delle dimensioni e del peso che li rendeva scomodi da trasportare e il fatto che pochissimi distributori automatici furono progettati per accettarli.
Queste monete continuano ad avere corso legale (e spesso sono ancora disponibili presso le banche su richiesta). Sono impiegate al posto dei gettoni in molti casinò tanto che i gettoni stessi in molti casi furono coniati a modello di questa stessa moneta.

### Dollaro Susan B. Anthony (1979–1981; 1999)
Dal 1979 al 1981, e ancora nel 1999, la zecca produsse dei "Dollari Anthony", ossia raffiguranti Susan B. Anthony (nella seconda metà dell'Ottocento S. B. Anthony si batté per il diritto di voto delle donne negli USA), la prima donna realmente esistita raffigurata su monete americane circolanti. (In molte monete precedenti c'erano effigiate donne, però erano delle semplici allegorie della Libertà. La regina Isabella di Spagna è stata raffigurata sul mezzo dollaro Columbian Exposition del 1892 e 1893, ma non era una moneta destinata alla circolazione, almeno nelle intenzioni originarie).
I dollari Anthony, come i dollari di Eisenhower, erano bimetallici. Nel 1981 furono emesse monete per soli collezionisti, ma di tanto in tanto appaiono in circolazione.
Il dollaro Anthony somigliava alla moneta da 25 centesimi (quarter) in termini di dimensioni e colore. Spesso confusa con essa, fu una delle ragioni per cui la moneta non è mai stata popolare. Venne soprannominata "Carter Quarter", dal nome del presidente al potere al momento della sua emissione. Fu ancora coniata nel 1999, quando le riserve del Tesoro erano basse, prima dell'introduzione del dollaro Sacagawea.
Queste monete erano richieste prevalentemente per essere utilizzate come cambio di distributori automatici, più spesso in sistemi di trasporto e uffici postali e talvolta sono ancora usate a tale scopo, insieme ai più recenti dollari Sacagawea e presidenziali.
Questo dollaro è stato spesso definito "Suzy" o "Susie", un'altra variante era "Susan B" o "Susie / Suzy B".

### Dollaro di Sacagawea (1999–oggi)
L'emissione del dollaro Sacagawea è stata autorizzata dal Congresso degli Stati Uniti nel 1997, perché l'offerta di dollari Anthony, in inventario dal loro ultimo conio nel 1981, fu presto impoverita. Ritardi nell'avviamento della produzione del Sacagawea ha portato ad una emissione nel 1999 dei dollari Susan B. Anthony.
Il dritto è stato disegnato dall'artista Glenna Goodacre. Dal momento che non esiste nessuna immagine verificabile di Sacagawea, è stato usato come modello Randy'L He-dow Teton (studentessa di college del Nuovo Messico) e un indiano Shoshone.
Ci sono circa 1 miliardo di pezzi del dollaro di Sacagawea in circolazione, coniati a partire dal 2000. La zecca statunitense ha notevolmente ridotto la produzione di dollari Sacagawea dopo il conio del 2001, fidando nelle scorte. Dal 2002 al 2008 il dollaro di Sacagawea era ancora coniato per i collezionisti ed era disponibile in rotolini fior di conio, set di zecca e set di prova, ma non è stato rilasciato per la circolazione generale fino all'introduzione della serie dei nativi americani nel 2009.
La zecca ha preso cura di creare la moneta con le stesse dimensioni e il peso del dollaro Anthony (comprese le proprietà elettromagnetiche), ma con un colore dorato. A differenza di molte altre monete in circolazione, la lega selezionata ha la tendenza a perdere di lucentezza, eccetto le zone sporgenti dove la "patina" si forma meno. Mentre alcuni considerano l'annerimento una qualità indesiderata, la Zecca afferma che l'effetto dà alle monete un aspetto "anticato" che "accentua il profilo e aggiunge una dimensione di profondità alla rappresentazione di Sacagawea e del suo bambino".
La moneta ha avuto un bordo liscio fino al 2008, ma a partire dal 2009 è stato usato un "lettering" riportante anno e il marchio di zecca. Questi prima erano riportati sul dritto. Anche questa moneta non ha avuto molta popolarità negli USA, tranne che come resto nei distributori automatici.
Il dollaro Sacagawea ha raggiunto maggior popolarità a El Salvador, Ecuador e Panama, in cui il dollaro USA è anche la valuta ufficiale.

### Dollaro presidenziale (2007–2016)
Nel dicembre 2005, il Congresso decise di creare una nuova serie di monete celebrative da 1 dollaro, con incisi i volti degli ex presidenti degli Stati Uniti. Nel 2007 sono stati prodotti quattro differenti tipi di questa moneta. Altri quattro nuovi modelli sono prodotti ogni anno. (Grover Cleveland sarà su due monete, dal momento che ha ricoperto due mandati non consecutivi.)